# Brandur Hendriksson
Brandur Hendriksson Olsen, född 19 december 1995, är en färöisk fotbollsspelare som spelar som mittfältare i Helsingborgs IF. Hendriksson har representerat Färöarnas landslag på både ungdoms och seniornivå.

## Klubbkarriär

### FC Köpenhamn
I september 2014, efter några imponerande prestationer medan han tillhörde reserv laget, tecknade Hendriksson ett professionellt kontrakt med FC Köpenhamn och fick truppnumret 36. Hendriksson ingick i matchtruppen för första gången för den danska Superligan i hemmamatchen mot FC Midtjylland den 15 augusti 2014, även om han stannade kvar på bänken hela matchen. Den 30 oktober 2014 gjorde han sin första debut för FC Köpenhamn i en cupmatch mot FC Roskilde.
Den 13 april 2015 gjorde Hendriksson sin första match för FC Köpenhamn i den danska Superligaen och kom in som ersättare i en bortaseger mot Silkeborg. Den 14 maj 2015 gjorde Hendriksson det vinnande målet för FC Köpenhamn i en 3–2-seger på övertid mot FC Vestsjælland i danska cupfinalen 2014–15 efter att ha blivit inbytt i den 84:e minuten. Två veckor senare gjorde Hendriksson det vinnande målet igen från en frispark i en 1–0-seger mot Odense Boldklub, som säkrade FC Köpenhamn en andraplacering i den danska ligan.

### Vendsyssel FF
Den 22 december 2015 bekräftades det att Hendriksson, som kämpade med att få kontinuerlig speltid i Köpenhamn, hade tecknat ett låneavtal för resten av säsongen med den danska division 1-klubben Vendsyssel FF.

### Randers FC
I juli 2016 tecknade Hendriksson ett treårigt avtal med danska Superliga-klubben Randers FC. Vilket gör honom till den tredje färöiska spelaren som signerade för ett danskt toppdivisionslag 2016, efter att hans tidigare Vendsyssel FF-lagkamrat Hallur Hansson tillhörde AC Horsens och Jóan Símun Edmundsson hade skrivit på för Odense Boldklub

### FH
Den 21 april 2018 anslöt sig Hendriksson omedelbart till den isländska klubben FH.

## Landslagskarriär
Hendriksson, beskriven av flera folk i fotbollsvärlden som en av de bästa namnen, att komma fram inom färöisk fotboll under de senaste åren, gjorde sin fulla internationella debut för Färöarnas nationella fotbollslag den 11 oktober 2014 och kom av bänken i den andra halvan av UEFA-kvalet 2016 mot Nordirland på Windsor Park. Den 14 oktober 2014 var han i startelvan för Euro-kvalet mot Ungern på Tórsvøllur, Färöarnas nationella fotbollsstadion. Han spelade i nummer 10-rollen och Hendriksson imponerade med sitt passningsspel, sin kreativa förmåga och sin höga energi. Han spelade fulla 90 minuter och fick sedan mycket positiva recensioner från de färöiska medierna.
Den 13 juni 2015 gjorde Hendriksson sitt första internationella mål i en seger med 2–1 över tidigare europamästare Grekland.

### Landslagsmål
Mål och resultat listar Färöarnas mål först.
| Nr | Datum        | Spelplats                                        | Motståndare   | Mål | Resultat | Turnering           |
| -- | ------------ | ------------------------------------------------ | ------------- | --- | -------- | ------------------- |
| 1. | 13 juni 2015 | Tórsvøllur, Tórshavn, Färöarna                   | Grekland      | 2–0 | 2–1      | UEFA Euro 2016-kval |
| 2. | 28 mars 2016 | Estadio Municipal de Marbella, Marbella, Spanien | Liechtenstein | 1–0 | 3–2      | Vänskapsmatch       |
| 3. | 25 mars 2018 | Estadio Municipal de Marbella, Marbella, Spanien | Liechtenstein | 2–0 | 3–0      | Vänskapsmatch       |

## Meriter

### Klubb
FC Köpenhamn
- Danska cupen: 2014/2015

## Olsen eller Hendriksson
Eftersom Olsen är ett mycket vanligt efternamn i Danmark, kallar Brandur Hendriksson Olsen sedan juni 2015 sig Brandur Hendriksson när han spelar fotboll; han har namnet Hendriksson på baksidan av sin tröja både när han spelar för FC Köpenhamn  och när han spelar för det färöiska landslaget. Han sa till dom danska medier att han alltid har haft Hendriksson som sitt mellannamn och att han tyckte att det låter mer färöiskt än Olsen och att han också ville göra sin far stolt, eftersom hans fars förnamn är Hendrik.